# ایون چاکا چاکا
ایون چاکا چاکا (متولد Yvonne Machaka، در ۱۸ مارس ۱۹۶۵) یک خواننده، ترانه‌سرا، کارآفرین، انسان‌دوست و معلم اهل آفریقای جنوبی است. او با لقب «شاهزادهٔ آفریقا» که در یک تور در سال ۱۹۹۰ به او اعطا شد، شناخته می‌شود.چاکا چاکا به مدت ۳۵ سال در خط مقدم موسیقی محبوب آفریقای جنوبی قرار داشته و در کشورهایی مانند نیجریه، زیمبابوه، زامبیا، کنیا، گابن، سیرالئون و ساحل عاج محبوبیت زیادی کسب کرده است.
آهنگ‌های ماندگاری مانند «I'm Burning Up» (من می‌سوزم)، «Thank You Mr. DJ» (متشکرم آقای دی‌جی)، «I Cry for Freedom» (من برای آزادی گریه می‌کنم)، «Motherland» (سرزمین مادری) و آهنگ همیشه محبوب «Umqombothi» (به معنای «آبجو آفریقایی»)، ستاره شدن چاکا چاکا را تضمین کردند. آهنگ «Umqombothi» در صحنهٔ افتتاحیهٔ فیلم هتل رواندا در سال ۲۰۰۴ به نمایش درآمد و به یکی از نمادهای فرهنگی آفریقا تبدیل شد.
چاکا چاکا نه تنها به‌عنوان یک هنرمند موفق شناخته می‌شود، بلکه به‌عنوان یک انسان‌دوست و فعال اجتماعی نیز فعالیت‌های گسترده‌ای داشته است. او از طریق موسیقی و اقدامات بشردوستانه‌اش، تأثیر عمیقی بر جامعهٔ آفریقای جنوبی و فراتر از آن گذاشته است.
به‌عنوان یک نوازندهٔ جوان، چاکا چاکا اولین کودک سیاه‌پوستی بود که در سال ۱۹۸۱ در تلویزیون آفریقای جنوبی ظاهر شد. از آن زمان، او به‌عنوان یکی از چهره‌های پیشرو در موسیقی آفریقای جنوبی شناخته شد و صحنه‌های مشترکی با هنرمندان و شخصیت‌های برجسته‌ای مانند بونو، آنجلیک کیجو، آنی لنوکس، یوسو اندور، گروه Appassionante، گروه راک کلاسیک Queen و هنرمندان آفریقای جنوبی مانند لیبا و میریم‌سی‌ای به اشتراک گذاشت.
چاکا چاکا برای افراد سرشناس و رهبران جهانی از جمله ملکه الیزابت دوم، رئیس‌جمهور ایالات متحده بیل کلینتون، رئیس‌جمهور آفریقای جنوبی تابو امبکی و بسیاری دیگر از رهبران جهان اجرا کرده است. این اجراها نه تنها نشان‌دهندهٔ استعداد بی‌نظیر او، بلکه تأثیر فرهنگی و اجتماعی او در عرصهٔ جهانی است. چاکا چاکا به‌عنوان یک نماد فرهنگی و هنری، نقش مهمی در معرفی موسیقی آفریقای جنوبی به جهان ایفا کرده است.
چاکا چاکا به‌عنوان یک چهرهٔ برجسته در عرصهٔ بشردوستی و فعالیت‌های اجتماعی، نقش‌های مهمی در سازمان‌های بین‌المللی ایفا کرده است. او قهرمان صندوق جهانی مبارزه با ایدز، سل و مالاریا، فرستادهٔ توسعهٔ هزارهٔ سازمان ملل متحد برای آفریقا، و سفیر حسن نیت برای همکاری با مالاریا است.
چاکا چاکا توسط نلسون ماندلا به‌عنوان اولین سفیر برای صندوق فرزندانش انتخاب شد. او همچنین بنیاد خیریهٔ خود را با نام بنیاد شاهزاده‌خانم آفریقا تأسیس کرد، نامی که برای اولین بار در اوگاندا به او داده شد. این بنیاد با مشارکت جهانی حمایت از سلامت ACTION همکاری می‌کند و در راستای بهبود سلامت و رفاه در آفریقا فعالیت می‌نماید.
در سال ۲۰۱۲، چاکا چاکا به‌عنوان اولین زن آفریقایی، جایزهٔ کریستال مجمع جهانی اقتصاد را دریافت کرد. این جایزه به‌پاس تلاش‌های بی‌وقفهٔ او در زمینهٔ بهبود سلامت، آموزش و توانمندسازی زنان و کودکان در آفریقا به او اهدا شد. چاکا چاکا نه تنها به‌عنوان یک هنرمند، بلکه به‌عنوان یک رهبر اجتماعی و بشردوست، تأثیر عمیقی بر جامعهٔ جهانی گذاشته است.
او به‌صورت پاره‌وقت در دانشگاه آفریقای جنوبی سوادآموزی تدریس می‌کند، در چندین هیئت‌مدیره سازمان‌های خیریه و غیردولتی عضو است و همچنین در هیئت‌مدیره شرکت گردشگری ژوهانسبورگ فعالیت دارد.

## زندگی و پیشه
چاکا چاکا در دابسونویل، واقع در سووتو، از مادری سوازی و پدری پدی به دنیا آمد.دوران کودکی او با سختی‌های زیادی همراه بود. پدرش زمانی که چاکا تنها ۱۱ سال داشت، فوت کرد و مادرش، که به عنوان کارگر خانه کار می‌کرد، مجبور شد سه دخترش را با درآمد ناچیز ۴۰ رند در ماه بزرگ کند.
چاکا چاکا در سال ۱۹۸۴ و در سن ۱۹ سالگی، زمانی که فیل هالیس از Dephon Records او را در ژوهانسبورگ کشف کرد، خوانندگی را آغاز کرد. اولین آلبوم او با عنوان (متشکرم آقای دی‌جی) منتشر شد. آهنگ‌هایی مانند «من می‌سوزم»، «من برای آزادی گریه می‌کنم»، «سانگوما»، «سرزمین مادری» و همچنین ترانهٔ همیشه محبوب «آبجو آفریقایی» به سرعت موقعیت چاکا چاکا را به عنوان یک ستاره در صحنهٔ موسیقی باقانگای آفریقای جنوبی تثبیت کردند.
آلبوم سانگوما در سال ۱۹۸۷ توسط مرکوری رکوردز منتشر شد. لیست آهنگ‌های این آلبوم شامل ترانه‌هایی مانند «سانگوما»، «یه کم بیا نزدیکتر»، «عاشق خصوصی»، «نجاتم بده»، «Stimela» و «میخوام دیگه دوستت نداشته باشم» بود. آلبوم‌های بعدی چاکا چاکا که موفق به کسب جوایز شدند، عبارتند از: من می‌سوزم، سانگوما، رئیس کیه، سرزمین مادری، به آفریقایی بودن افتخار کن، متشکرم آقای دی‌جی، بازگشت به پای من، ریتم زندگی، قدرت دست کیه؟ (یا ریحانا) و قدرت آفریقا، یوان و دوستانش.
چاکا چاکا در طول زندگی حرفه‌ای خود با افراد سرشناس بسیاری ملاقات کرد، از جمله نلسون ماندلا (که در جشن تولد ۸۵ سالگی‌اش برای او آواز خواند)، ملکه الیزابت دوم، و اپرا وینفری.
میریم ماکبا، معروف به «ماما آفریقا»، در مورد چاکا چاکا گفت: «او بچهٔ من است!» و هیو ماسکلا او را «خواهرزادهٔ دیوانهٔ من» نامید. افسانه‌های موسیقی مانند دالی راثبی و دوروتی ماسوکا نیز موسیقی چاکا چاکا را به عنوان «چیزی که همه باید به آن گوش دهند» توصیف کرده‌اند.

چاکا چاکا، وقتی از او پرسیده شد چه کسی را بیشتر تحسین می‌کند، پاسخ داد:
| « | چاکا چاکا، وقتی از او پرسیده شد چه کسی را بیشتر تحسین می‌کند، گفت: «مادرم، چون همیشه در کنار من بوده است. مادرم سه دختر را به تنهایی و با درآمد ناچیز یک کارگر خانه بزرگ کرد. این کار به جسارت و قدرت زیادی نیاز داشت. او مربی و قهرمان من است. زمانی که من در سال ۱۹۶۵ در Soweto به دنیا آمدم، دوران آپارتاید بود و شرایط بسیار سخت بود. پدرم موسیقیدان بزرگی بود که هرگز نتوانست رؤیای خود را محقق کند. او زمانی که من ۱۱ ساله بودم، فوت کرد. من استعدادم را از هر دو، پدر و مادرم، به ارث برده‌ام، بنابراین موسیقی همیشه در خون من جاری بوده است. وقتی کوچک بودم، به یک قوطی خالی ضربه می‌زدم و چوب جارو را به عنوان میکروفون استفاده می‌کردم. در گروه‌های کر کلیسا آواز می‌خواندم و عاشق خواندن بودم. خوشحالم که به سرنوشتم رسیدم و توانستم کاری را انجام دهم که پدرم فرصت انجام آن را نداشت.» | » |

او می‌گوید که از میان رهبران جهانی متعددی که ملاقات کرده است، نلسون ماندلا، مربی و شخصیت پدرگونهٔ مورد علاقه‌اش است، کسی که او را «دختر عزیز» خود می‌خواند. ماندلا، که با محبت او را «مادیبا» صدا می‌زدند، نقل می‌کند که موسیقی ایوان (چاکا چاکا) به او و دیگر زندانیان در دوران حبس در جزیرهٔ روبن کمک زیادی کرد. او گفت: «موسیقی او الهام‌بخش و تسلی‌دهنده بود و به ما امید می‌داد تا در شرایط سخت مقاومت کنیم.»
| « | او گفت: «این چیزی است که ما از داشته‌هایمان می‌سازیم، نه آنچه به ما داده شده است، که یک نفر را از دیگری متمایز می‌کند. ایوان، تو گواهی بر باور من هستی. سخاوت و بخشندگی تو به نفع تعداد بی‌شماری از خانواده‌ها و کودکان یتیمی است که با چالش‌هایی مانند ایدز، بیماری‌های لاعلاج، سوءاستفاده، فقر و بی‌سوادی روبرو هستند.» | » |

چاکا چاکا و همسرش، تینی مینگا، صاحب چهار پسر هستند. او دارای مدارک و دیپلم‌هایی از دانشگاه آفریقای جنوبی است، از جمله یک مدرک در زمینهٔ آموزش بزرگسالان و دیگری در حوزهٔ دولت محلی، مدیریت و ادارهٔ امور. علاوه بر این، او در کالج ترینیتی لندن در رشتهٔ گفتار و نمایش تحصیل کرد و در سال ۱۹۹۷ با مدرک لیسانس فارغ‌التحصیل شد.

## کارآفرینی
چاکا چاکا صاحب برچسب موسیقی و شرکت تولیدی خود است. همچنین، او به همراه همسرش، دکتر ماندلالله (تینی) مینگا، مالک یک شرکت لیموزین نیز می‌باشد.

## وکالت و انسان دوستانه
چاکا چاکا به عنوان قهرمان صندوق جهانی برای مبارزه با ایدز، سل و مالاریا، فرستادهٔ توسعهٔ هزارهٔ سازمان ملل متحد برای آفریقا، و سفیر حسن نیت برای مبارزه با مالاریا فعالیت می‌کند. او همچنین عضو هیئت مدیرهٔ چندین شرکت، از جمله شرکت‌های فناوری اطلاعات، توسعهٔ منابع انسانی و ساندون موتورز است. در سال ۲۰۰۱، او به عنوان چهرهٔ اولین بانک ملی (FNB) انتخاب شد و در سال ۲۰۰۶، مؤسسهٔ خیریهٔ خود را با نام بنیاد شاهزاده خانم آفریقا تأسیس کرد.
بنیاد شاهزاده خانم آفریقا با مشارکت جهانی حمایت از سلامت ACTION همکاری می‌کند. در سال ۲۰۱۲، چاکا چاکا به عنوان اولین زن آفریقایی، جایزهٔ کریستال مجمع جهانی اقتصاد را دریافت کرد. اخیراً، او فیلم مستند خود با عنوان *تور سرزمین مادری - سفری از زنان آفریقایی* را راه‌اندازی کرده است. این فیلم که حاصل پنج سال سفر و فیلم‌برداری در سراسر آفریقاست، او را به یک تور جهانی برای تبلیغ دستاوردهای مردمی درگیر در مبارزه با اچ‌آی‌وی/ایدز، سل و مالاریا با حمایت صندوق جهانی کشانده است.
چاکا چاکا همچنین به عنوان سفیر کمپین ۴۶۶۶۴ نلسون ماندلا فعالیت می‌کند، کمپینی که آگاهی جهانی را در مورد اچ‌آی‌وی/ایدز افزایش می‌دهد. او علاوه بر این، سفیر دانشگاه آفریقای جنوبی (UNISA)، گردشگری شهر ژوهانسبورگ و گردشگری استان Mpumalanga آفریقای جنوبی نیز بوده است. چاکا چاکا در مناطق روستایی آفریقای جنوبی به ترویج سوادآموزی پرداخته، از حقوق زنان حمایت کرده و برای محافظت از کودکان در سراسر جهان تلاش می‌کند. او همچنین به عنوان امانت‌دار سازمان «فردا» فعالیت دارد، سازمانی که به آموزش کودکان یتیم و آسیب‌پذیر می‌پردازد.
چاکا چاکا به عنوان سرهنگ افتخاری در نیروی هوایی آفریقای جنوبی نیز خدمت کرده است. این عنوان افتخاری نشان‌دهندهٔ قدردانی از تلاش‌ها و مشارکت‌های او در زمینه‌های مختلف اجتماعی و فرهنگی در کشورش است.
در سال ۲۰۱۵، چاکا چاکا نامهٔ سرگشاده‌ای را امضا کرد که توسط کمپین ONE در حال جمع‌آوری امضا بود. این نامه خطاب به آنگلا مرکل، صدراعظم آلمان، و نکوزازانا دلامینی زوما، رئیس وقت اتحادیهٔ آفریقا، ارسال شد و از آن‌ها درخواست کرد تا به عنوان رهبران G7 در آلمان و اتحادیهٔ آفریقا، بر مسائل زنان تمرکز کنند. این اقدام به منظور تعیین اولویت‌ها در بودجهٔ توسعه، پیش از نشست اصلی سازمان ملل در سپتامبر ۲۰۱۵ انجام شد، نشستی که اهداف توسعهٔ جدیدی را برای نسل آینده تعیین کرد.

## دیسکوگرافی
آلبوم‌ها
- من دارم می‌سوزم (۱۹۸۶)
- سانگوما (۱۹۸۷)
- ممنون آقای دی جی (۱۹۸۷)
- من برای آزادی گریه می‌کنم (۱۹۸۸)
- قدرت آفریقا (۱۹۹۶)
- بازگشت به پای من (۱۹۹۷)
- بومبانی (تیکو رهینا) (۱۹۹۷)
- شاهزاده خانم آفریقا: بهترین‌های یوون چاکا چاکا (۱۹۹۹)
- ایوان و دوستان (۲۰۰۰)
- ایوان و دوستان (۲۰۰۱)
- کوئنزجانی (۲۰۰۲)
- شاهزاده خانم آفریقا، جلد. ۲ (۲۰۰۲)
- جشن زندگی (۲۰۰۶)
- ندی فندوله
- شاهزاده خانم آفریقا: بهترین‌های یوون چاکا چاکا (۱۹۹۵)
- The Princess of Africa: The Best of Yvonne Chaka Chaka Vol. 2 (2002)

هنرمند مشارکت کننده
- آفریقای شهری: بازدید از شهرک‌ها (۱۹۹۰)
- راهنمای خشن موسیقی آفریقای جنوبی (۱۹۹۸، شبکه جهانی موسیقی)
- بادهای تغییر: کلمات و موسیقی یک آفریقای جنوبی آزاد (۲۰۰۴)
- ۴۶۶۶۴ - قسمت ۲: پیاده‌روی طولانی تا آزادی (۲۰۰۴)
- Tales of African Folk: South Africa (2005)
- هتل رواندا - موسیقی متن فیلم سینمایی (۲۰۰۵)
- The Rough Guide to the Music of South Africa Vol. 2 (2006)
- آفریقای جنوبی را تجربه کنید (۲۰۰۸)
- The Rough Guide to African Disco (2013، شبکه جهانی موسیقی)